# Тит Хений Север (консул 170 г.)
Вижте пояснителната страница за други личности с името Тит Хений Север.
Тит Хений Север (на латински: Titus Hoenius Severus) е политик и сенатор на Римската империя през 2 век.

## Биография
Север произлиза от Умбрия, вероятно от Fanum Fortunae (днес Фано). Баща му Тит Хений Север e консул през 141 г.
През 170 г. той е суфектконсул с неизвестен колега.